# Taeniotes farinosus
Taeniotes farinosus es una especie de coleóptero perteneciente a la familia de los escarabajos longicornios. Fue descrita por Carlos Linneo en 1758, originalmente bajo el género Cerambyx.

## Distribución
Esta especie se encuentra en Colombia, Brasil, Guyana, Guayana Francesa, Surinam, Argentina, Bolivia, Costa Rica, Ecuador, Guadalupe, Martinica, Paraguay y Perú.

## Descripción
Taeniotes farinosus puede alcanzar una longitud corporal de aproximadamente 25 a 33 mm (0,98 a 1,30 pulgadas). El cuerpo es alargado, negro o marrón oscuro, con una serie de manchas de color amarillo anaranjado en los élitros. Las antenas son filiformes y bastante largas. El pronoto es casi cuadrado.

## Biología
Esta especie puede tener dos generaciones por año (bivoltina). Los adultos se pueden encontrar de enero a marzo y de septiembre a diciembre. Estos escarabajos se alimentan de Artocarpus altilis (árbol del pan). Las larvas suelen perforar la madera y pueden causar daños.